# ستا بناویدس
ستا بناویدس (اسپانیایی: Sete Benavides‎؛ زادهٔ ۹ مارس ۱۹۹۱) قایقران کانو اهل اسپانیا است.
وی در مسابقات کشوری و بین‌المللی در مجموع برندهٔ ۴ مدال نقره، ۷ مدال برنز شده‌است.